# The Beast from 20,000 Fathoms
The Beast from 20,000 Fathoms (ro. ad literam Bestia de la 20.000 stânjeni marini) este un film SF american din 1953 regizat de Eugène Lourié. În rolurile principale joacă actorii Paul Hubschmid, Paula Raymond și Cecil Kellaway. În prezent, filmul are o aprobare de 94% din partea Rotten Tomatoes.

## Prezentare
Din cauza unor teste nucleare, un dinozaur denumit "Rhedosaurus" este readus la viață, din greșală, undeva în Cercul Arctic. Filmul prezintă călătoria distrugtoare a creaturii către orașul New York.

## Actori
- Paul Hubschmid este Profesor Tom Nesbitt
- Paula Raymond este Lee Hunter
- Cecil Kellaway este Dr. Thurgood Elson
- Kenneth Tobey este Colonel Jack Evans
- Donald Woods este Căpitan Phil Jackson
- Ross Elliott este George Ritchie
- Jack Pennick este Jacob Bowman
- Lee Van Cleef este Caporal Stone
- James Best este Charlie - Radar Man